# Anja Brinker
Anja Brinker (* 18. Januar 1991 in Melle) ist eine deutsche Kunstturnerin. 
Sie wurde von Oleg Tschekmarev, zuvor von Dieter Koch, trainiert und startete für den TV Herkenrath. Brinker lebte zu dieser Zeit in Seelze-Lathwehren, trainierte zuerst sie im nahegelegenen Melle. Später wechselte sie bis zu dessen Schließung im Leistungszentrum in Hannover und danach ans Bundesleistungszentrum in Bergisch Gladbach, wo sie zeitweise im Internat lebte. 2004 gewann Brinker Gold bei den deutschen Juniorenmeisterschaften am Stufenbarren und Bronze im Mehrkampf. Im folgenden Jahr gewann sie bei der Junioren-DM den Mehrkampf und den Sprung, wurde Zweite am Boden und Dritte am Stufenbarren. Bei der Junioren-Europameisterschaft 2006 gewann sie mit der deutschen Riege Bronze.
2007 konnte sie in ihrem ersten Jahr bei den Frauen ihren Durchbruch feiern. Bei den Deutschen Meisterschaften gewann sie Gold am Stufenbarren sowie Silber am Boden und Mehrkampf. Beim Weltcup in Gent wurde sie Vierte am Stufenbarren, bei der EM 2007 in Amsterdam Siebte am Stufenbarren und Zehnte im Mehrkampf. Die WM in Stuttgart brachte Rang 18 im Mehrkampf und Platz zehn mit der Mannschaft. 2008 konnte sich Brinker für die Olympischen Spiele in Peking qualifizieren. Bei der Europameisterschaft 2009 in Mailand gelang ihr am Stufenbarren der Gewinn der Bronzemedaille, im Mehrkampf belegte sie den achten Platz.
Mit 1,52 Metern Körpergröße ist die Sportlerin mit dem Spezialgerät Stufenbarren für komplizierte Sprünge und schwierige Akrobatikteile prädestiniert.
Anja Brinker ist Lehrerin und lebt in Hannover.